# Höðr

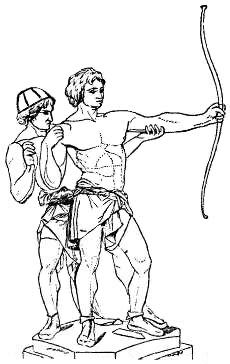
Loki engaña a Höðr para que dé muerte a Baldr.

En la mitología nórdica, Höðr era un dios ciego, hermano de Baldr. Mató involuntariamente a su hermano y murió a manos de Vali, hijo de Odín.
Según lo relatado en las Eddas el dios Baldr tenía pesadillas en donde presagiaba su muerte y su madre, la diosa Frigg recorrió el mundo haciéndole jurar a todas las cosas que jamás dañarían a su hijo. Loki supo de esto y se enfureció, fue a hablar con Frigg disfrazado y ésta le mencionó que no había considerado necesario hacer jurar al muérdago, por considerarlo inofensivo. Loki al saber esto hizo una flecha utilizando una rama de muérdago y guio a Höðr para que se lo arrojase como una broma, matando así a Baldr.
En otra versión diferente del mito relatado en Gesta Danorum, no se hace mención a Loki y Baldr es muerto por Höðr de una puñalada.